# Laguna Carhuacocha
Carhuacocha es una de las lagunas de origen glaciar en la región andina peruana.

## Aspecto Geográfico y Turístico

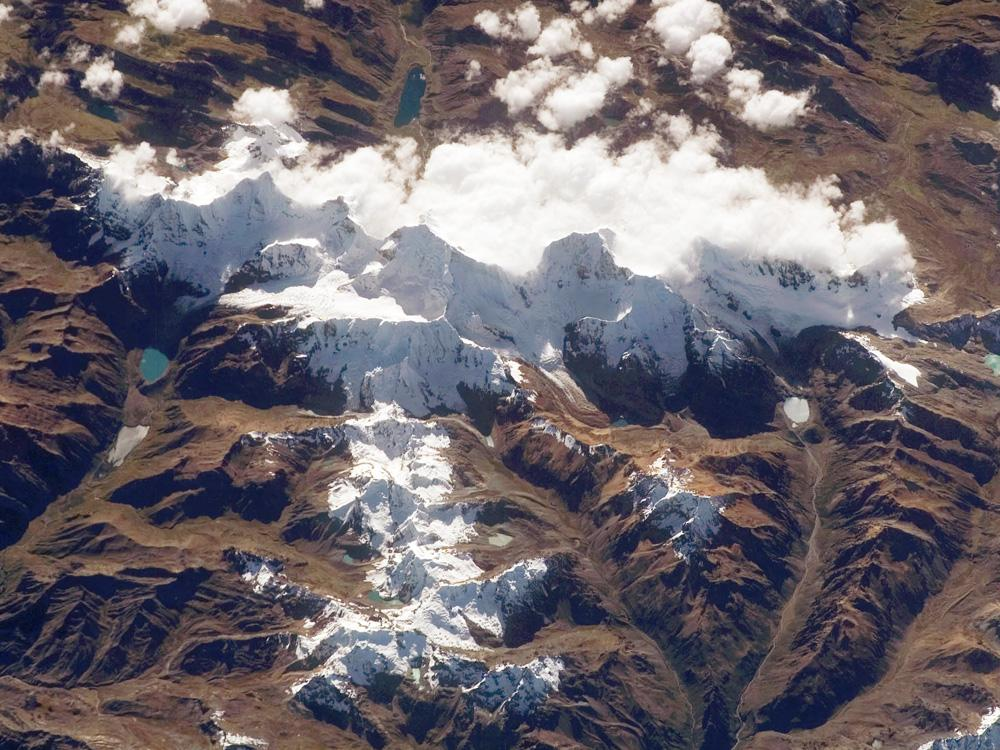
Cordillera Huayhuash desde el espacio.

Ubicada a casi 4 125 metros, en una porción de la reserva natural de la cordillera de Huayhuash dentro de la provincia de Lauricocha en el departamento de Huánuco en el límite de los distritos de Queropalca y Jesús, al pie del Yerupajá observándose su pared este. También puede observarse desde su ubicación y rodeando al Yerupajá del las caras orientales del Siula Grande, Yerupajá Chico y el Jirishanca.
por caminata